# Dziedzictwo kulturowe
Dziedzictwo kulturowe, in. dziedzictwo kultury, w węższym znaczeniu dziedzictwo kulturalne – ogół wszelkich obiektów dziedzictwa kulturowego (dóbr kultury z wyłączeniem kultury współczesnej): rzeczy (zabytków) i niematerialnych obiektów dziedzictwa wraz ze związanymi z nim wartościami duchowymi, zjawiskami historycznymi i obyczajowymi, uznawany za godny ochrony prawnej.

Definicję prawną dziedzictwa kultury podał prof. Jan Pruszyński w monografii Dziedzictwo kultury Polski (2001): 

(...) zasób rzeczy nieruchomych i ruchomych wraz ze związanymi z nim wartościami duchowymi, zjawiskami historycznymi i obyczajowymi uznawanymi za podstawę ochrony prawnej dla dobra konkretnego społeczeństwa i jego rozwoju oraz dla przekazania ich następnym pokoleniom, z uwagi na zrozumiałe i akceptowane wartości historyczne, patriotyczne, religijne, naukowe i artystyczne, mające znaczenie dla tożsamości i ciągłości rozwoju politycznego, społecznego i kulturalnego, dowodzenia prawd i upamiętniania wydarzeń historycznych, kultywowania poczucia piękna i wspólnoty cywilizacyjnej.

Materialne dziedzictwo kultury (zabytki) podzielone jest na zabytki nieruchome, obejmujące budynki, które same mogą zawierać zainstalowane dzieła sztuki lub techniki, takie jak organy, witraże i freski, duże instalacje przemysłowe lub inne zabytkowe miejsca, oraz zabytki ruchome obejmujące rękopisy i egzemplarze dawnych lub rzadkich wydań dzieł literackich i muzycznych, dokumenty, dzieła sztuki materialnej, ruchome maszyny, ubiór i inne artefakty, które są uważane za godne zachowania na przyszłość ze względu na ich wartość dla archeologii, architektury, sztuki materialnej, nauki i technologii w określonej kulturze.
Niematerialne dziedzictwo kulturowe składa się z nienamacalnych aspektów danej kultury. Koncepcja obejmuje również sposoby zachowań w społeczeństwie, a często formalnych zasad działających w określonym kontekście kulturowym. Należą do wartości społeczne i tradycja, zwyczaje i praktyki, estetyczne i duchowe przekonania, artystyczna ekspresja, język, dzieła literackie i muzyczne (ale nie rękopisy lub egzemplarze ich dawnych lub rzadkich wydań, stanowiące zabytki) inne aspekty działalności człowieka. Niematerialne dziedzictwo kulturowe jest trudniejsze do zachowania niż dziedzictwo kultury materialnej. Do aspektów zachowania i ochrony wartości niematerialnych kultury należą folklor niematerialny, zachowanie języka.
Dziedzictwo naturalne jest również ważnym elementem dziedzictwa społeczeństwa, obejmującym środowisko naturalne, w tym florę i faunę (naukowo znane jako różnorodność biologiczna), a także elementy geologiczne (w tym petrograficzne, geomorfologiczne, paleontologiczne itp.). Tego rodzaju zabytki często służą jako ważne walory w branży turystycznej danego kraju, które przyciągają wielu turystów z zagranicy, jak i lokalnie.
Dziedzictwo może obejmować także krajobrazy kulturowe (naturalne cechy, które mogą mieć atrybuty kultury). Aspekty zachowania i ochrony dziedzictwa naturalnego obejmują: pomniki przyrody, ochronę rzadkich ras zwierząt, odmian roślin.
Ochrona dziedzictwa kultury – w tym obszarze znacząca była Konwencja o ochronie światowego dziedzictwa kulturalnego i naturalnego, która została przyjęta przez Konferencję Generalną UNESCO w roku 1972. W 2011 roku odnotowano, że istnieje 936 Światowego Dziedzictwa UNESCO: 725 183 naturalne i 28 mieszanych właściwości kulturowych, w 153 krajach. Każde z tych miejsc jest uważane za ważne dla społeczności międzynarodowej. UNESCO rozpoczęło określanie arcydzieła ustnego i niematerialnego dziedzictwa ludzkości. Komitet Praw Gospodarczych, Społecznych i Kulturalnych w ramach Rady Gospodarczej i Społecznej Narodów Zjednoczonych z artykułem 15 Paktu starał się wpoić zasady, na jakich dziedzictwo kultury jest chronione jako część podstawowego prawa człowieka.

## Publikacje o dziedzictwie kultury
- Karol Estreicher jr., Straty kultury polskiej. Katalog strat kultury polskiej pod okupacją niemiecką 1939–1943, Londyn 1944.
- Karol Estreicher jr., Curtural Losses of Poland. Index of Polish cultural losses during the German occupation 1939–1943, London 1944.
- Stanisław Edward Nahlik, Grabież dzieł sztuki. Rodowód zbrodni międzynarodowej, Wrocław–Kraków 1958.
- Wojciech Kowalski, Restytucja dzieł sztuki. Studium z dziedziny prawa międzynarodowego, Katowice 1993.
- Jan Pruszyński, Dziedzictwo kultury Polski, jego straty i ochrona prawna, t. I–II, Kraków 2001.
- M. Weber, Unveräußerliches Kulturgut im nationalen und internationalen Rechtsverkehr, Berlin–New York 2002
- Karol Estreicher jr, Straty kultury polskiej pod okupacją niemiecką 1939–1944 wraz z oryginalnymi dokumentami grabieży (Cultural Losses of Poland during the German occupation 1939–1944 with original documents of the looting). Do druku przygotował i wstępem opatrzył: Zbigniew Witek, Kraków 2003.
- K. Odendahl, Kulturgüterschutz, Tübingen 2005.
- Dariusz Matelski, Grabież i restytucja polskich dóbr kultury od czasów nowożytnych do współczesnych, t. I–II, Kraków 2006.
- Prawo muzeów. Dedykowana pamięci prof. Jana Pruszyńskiego (1941–2008). Red. Józef Włodarski, Warszawa 2008.
- Leksykon prawa ochrony zabytków. Red. Kamil Zeidler, Warszawa 2010.
- Prawna ochrona zabytków. Red. Teresa Gardocka i Jacek Sobczak, Toruń 2010.
- Zofia Sawaniewska-Mochowa, Anna Zielińska, Dziedzictwo kultury szlacheckiej na byłych Kresach północno-wschodnich Rzeczypospolitej , Ginąca część kultury europejskiej, Warszawa 2007, .
- Kocój E., Między mainstremem a undergroundem. Dziedzictwo regionalne w kulturze europejskiej – odkrywanie znaczeń, [w:] Dziedzictwo kulturowe w regionach europejskich. Odkrywanie, ochrona i (re)interpretacja, Seria wydawnicza: „Studia nad dziedzictwem i pamięcią kulturową”, tom I, red. Ewa Kocój, Tomasz Kosiek, Joanna Szulborska-Łukaszewicz, Kraków 2019, s. 10–35.
- Dziedzictwo kulturowe w regionach europejskich. Odkrywanie, ochrona i (re)interpretacja, Seria wydawnicza: „Studia nad dziedzictwem i pamięcią kulturową”, tom I, red. Ewa Kocój, Tomasz Kosiek, Joanna Szulborska-Łukaszewicz, Kraków 2019, s. 300.